# Пингвины (мультфильм)
«Пингвины» — советский рисованный мультипликационный фильм 1968 года, созданный режиссёром Владимиром Полковниковым.

## Сюжет
Драматическая история, произошедшая в далекой Антарктиде, куда на лето приплывают пингвины выводить птенцов.
Мультфильм рассказывает про пингвина по имени Пингвин. Голос за кадром сообщает, что у пингвинов яйца высиживают самцы. Пингвин высиживал яйцо со всей возможной бережностью. Он ненадолго доверил приглядеть за яйцом своему приятелю по имени Пынгвын, чтобы подкрепиться, а тот заснул и случайно упустил яйцо в море. Вместо упущенного яйца Пынгвын передал Пингвину похожий на яйцо камень и впоследствии мучался от содеянного, но так и не решился признаться приятелю.
У всех пингвинов уже вылупились птенцы, а Пингвин всё продолжал высиживать свой яйцеподобный камень. Спустя время пингвины отправились по морю в сезонную миграцию к более тёплым островам, и Пингвин поплыл вместе со всеми. Он нёс с собой камень, продолжая верить, что этот камень — яйцо. Тяжёлый камень тянул его на дно, и Пингвин погиб, спасая своего «птенца», ещё не родившегося, но уже любимого бесконечно.

## Создатели
| автор сценария             | Анатолий Митяев                                                                                     |
| режиссёр                   | Владимир Полковников                                                                                |
| художник-постановщик       | Мария Рудаченко                                                                                     |
| художники-мультипликаторы: | Марина Восканьянц, Николай Фёдоров, Виктор Лихачёв, Наталия Богомолова, Марина Рогова, Ольга Орлова |
| художник-декоратор         | Вера Харитонова                                                                                     |
| оператор                   | Нина Климова                                                                                        |
| композитор                 | Валентин Кончаков                                                                                   |
| звукооператор              | Борис Фильчиков                                                                                     |
| редактор                   | Зинаида Павлова                                                                                     |
| роли озвучивали:           | Алексей Консовский — читает текст от автора                                                         |
| монтажёр                   | Любовь Георгиева                                                                                    |
| ассистент режиссёра        | Е. Туранова                                                                                         |
| ассистент художника        | Борис Садовников                                                                                    |
| директор картины           | Фёдор Иванов                                                                                        |